# Emmanuel Frimpong
Emmanuel Yaw Frimpong (* 10. ledna 1992) je bývalý ghansko-anglický fotbalista. Narodil se v Ghaně, v dětství se však přestěhoval do Londýna. V mládežnických týmech proto reprezentoval Anglii. Nakonec se rozhodl, že na seniorské úrovni bude reprezentovat Ghanu. Naposledy hrál v kyperském týmu Ermis Aradippou. Kariéru ukončil kvůli táhlému zranění kolene dne 1. července 2019.

## Klubová kariéra
Byl hráčem Arsenalu, poté hostoval v klubech Wolverhampton, Charlton Athletic a Fulham. V lednu 2014 přestoupil do druholigového Barnsley FC. V závěru letního přestupového okna 1. září 2014 odešel na do ruského týmu FK Ufa.

## Reprezentační kariéra

### Anglie
Frimpong nastupoval za anglické mládežnické reprezentace U16 a U17.

### Ghana
Za A-mužstvo Ghany debutoval 24. března 2013 proti Súdánu. K prosinci 2016 je to jeho jediný start za ghanský národní tým.